# Зеринтии
Зеринтии (лат. Zerynthia) — род дневных бабочек семейства Парусники. 
В субмаргинальной области крыльев проходят зигзагообразные линии, изнутри граничащие с рядами красных пятнышек, идущими попарно с синими точками. На заднем крыле в дискальной ячейке — крупное чёрное овальное пятно, рассечённое 3—4 светлыми линиями. На заднем крыле нет длинного хвостика на жилке M3.

## Виды
Род включает виды, встречающиеся в Западной Палеарктике:
- Zerynthia cassandra
- Zerynthia polyxena
- Zerynthia rumina